# 6644 Jugaku
6644 Jugaku este un asteroid din centura principală de asteroizi.

## Descriere
6644 Jugaku este un asteroid din centura principală de asteroizi. A fost descoperit pe 5 ianuarie 1991 la Kitami de Atsushi Takahashi și Kazuro Watanabe. El prezintă o orbită caracterizată de o semiaxă mare de 3,20 ua, o excentricitate de 0,15 și o înclinație de 5,4° în raport cu ecliptica.